# Strada completa

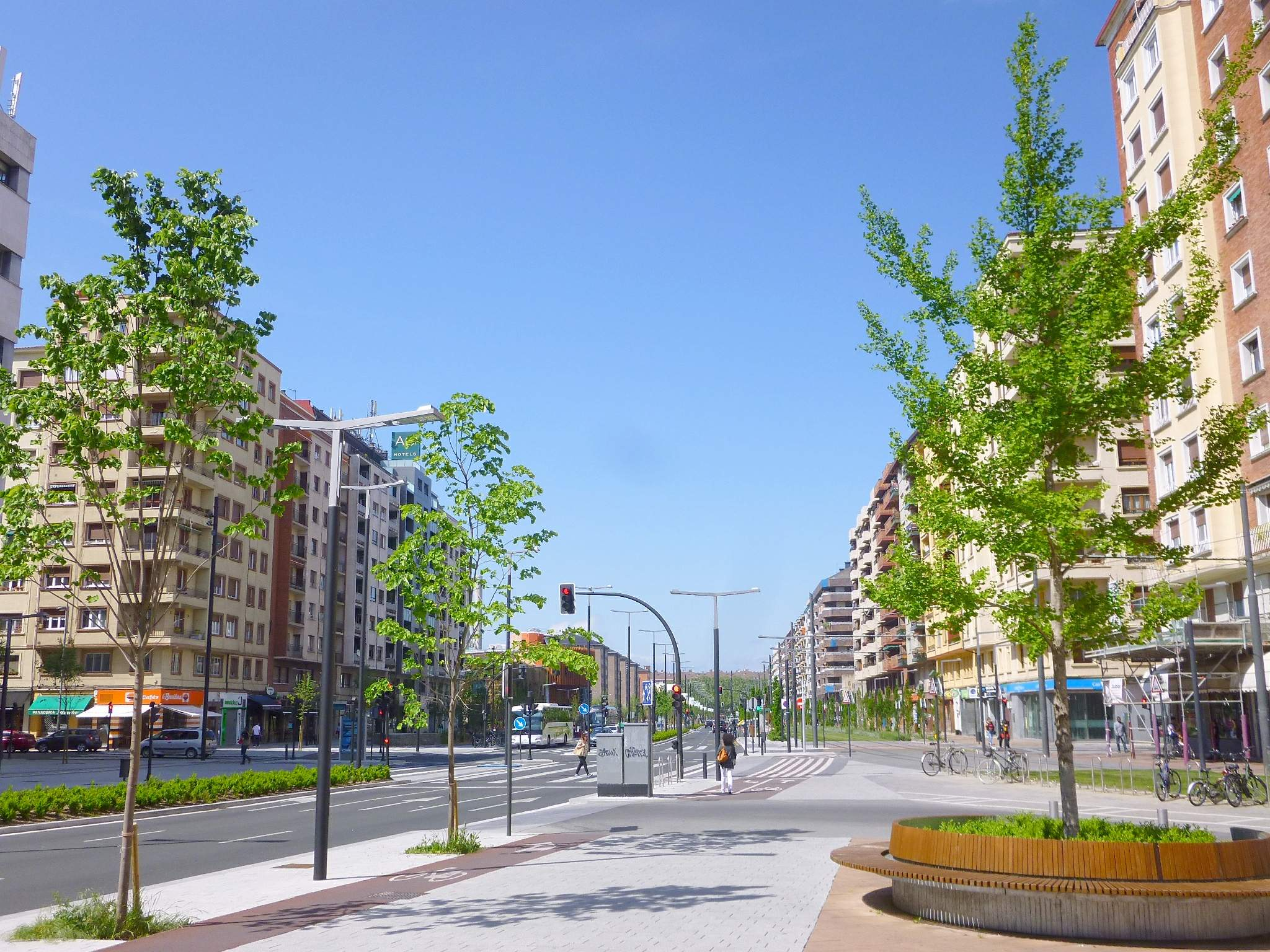
L'avenida di Gasteiz a Vitoria è un esempio di strada completa, che include marciapiedi alberati, arredi urbani accoglienti, fontanelle, pista ciclabile, tram e carreggiata.

In urbanistica e mobilità, il concetto di strada completa si riferisce alla progettazione di una via urbana che permette spostamenti accessibili, sicuri, comodi e diretti per tutti i possibili utenti, indipendentemente dalla loro capacità, età o mezzo di trasporto.
Il concetto è utilizzato per le grandi arterie stradali e vie, le quali dovrebbero includere, oltre alla carreggiata, marciapiedi per i pedoni con alberi, panchine e attraversamenti pedonali ogni certo intervallo, piste ciclabili sicure e interconnesse per i ciclisti, e corsie preferenziali o binari del tram esclusivi per rendere il trasporto pubblico efficiente evitando il traffico del trasporto privato.
Il concetto di strada completa è complementare a quello di strada residenziale e isola pedonale per le strade più strette, dove la priorità è data al pedone e non vi è una differenziazione delle aree per ogni tipo di utente.